# 加納久儔
加納 久儔（かのう ひさとも）は、伊勢八田藩（東阿倉川藩）の第5代藩主、後に上総一宮藩の初代藩主。一宮藩加納家5代。
寛政9年（1797年）、八田藩の第4代藩主・加納久慎の長男として生まれる。文化8年（1811年）11月1日、将軍徳川家斉に拝謁する。文政4年（1821年）10月6日、久慎の死去により家督を継いだ。同年12月16日、従五位下・遠江守に叙任する。後に備前守、遠江守に改めた。文政9年（1826年）3月に上総一宮に藩庁を移転し、一宮藩主となる。
藩政では家臣・岩堀市兵衛を用いて洞庭湖という灌漑用水を築き、天保9年（1838年）の天保の大飢饉では囲米の制を定めて困窮者の救済に努めた。文政10年（1827年）11月20日、大番頭に就任した。天保4年（1833年）6月24日に伏見奉行、天保9年（1838年）9月10日に奏者番となった。天保12年（1841年）11月14日、病気を理由に奏者番を辞任した。
天保13年（1842年）10月21日、家督を長男の久徴に譲って隠居する。同年11月4日、寛山と号した。弘化4年（1847年）7月10日に死去。享年51。

## 系譜
父母
- 加納久慎（父）
- 千勢（母） - 植村家長の娘

正室
- 高木正剛の娘

子女
- 加納久徴（長男） 生母は正室
- 石川総貨正室
- 松平正和正室
- 大久保教義正室
- 加納久成正室、のち加納久恒正室